# Lampa (Chile)
Lampa (del quechua, "pala de minero") es una comuna en la zona central de Chile, cual pertenece administrativamente a la Provincia de Chacabuco, Región Metropolitana de Santiago. Actualmente, se encuentra como autoridad comunal el alcalde Jonathan Enrique Opazo Carrasco.
En el trimestre del año 2016, Lampa fue seleccionada en el primer puesto como la comuna con más venta en el área habitacional, alcanzando un 28%, con respecto a Colina y Puente Alto.
La comuna de Lampa colinda con las comunas de Til Til, Colina, Pudahuel, Curacaví, Quilicura y Quilpué.

## Historia

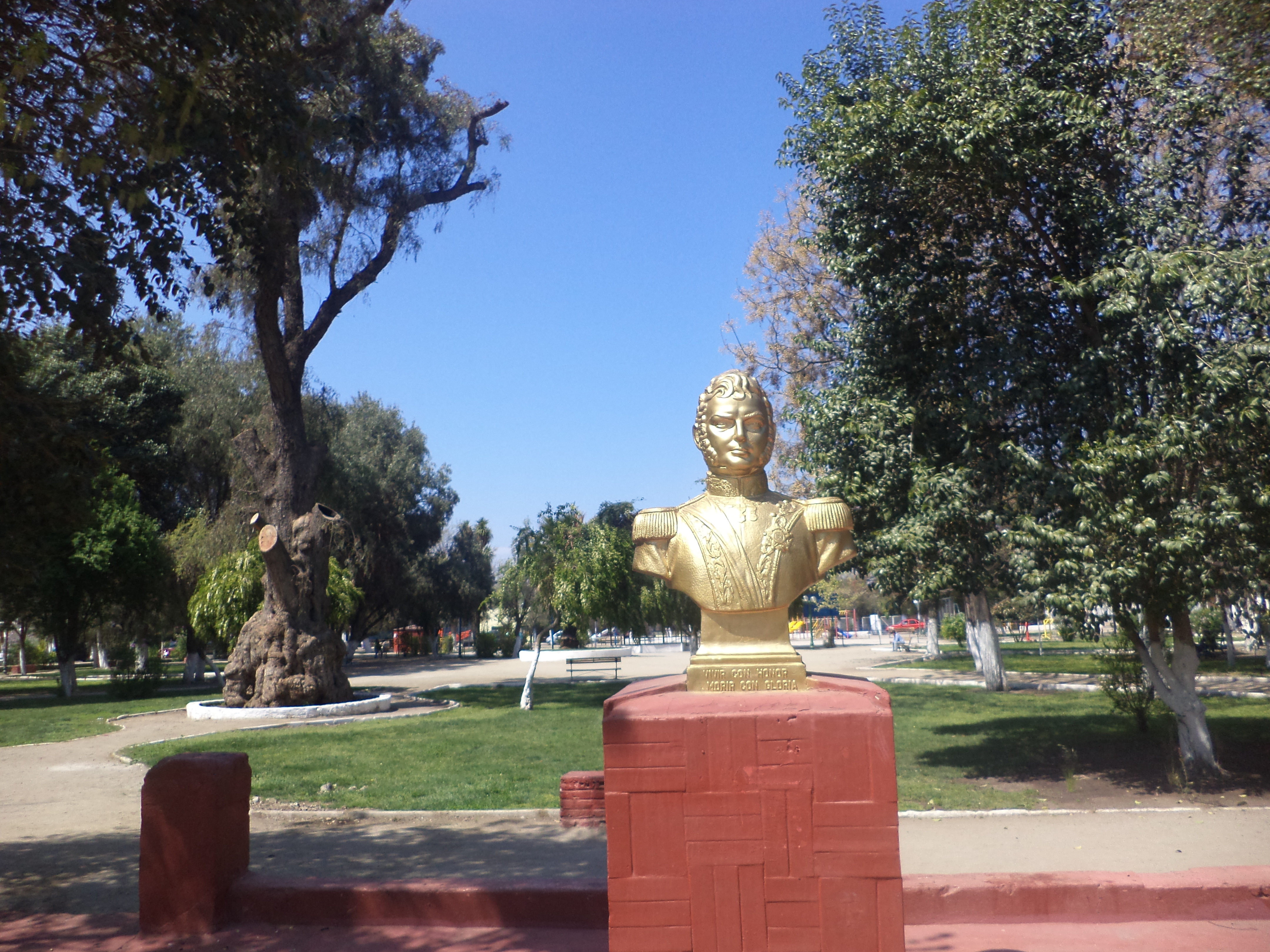
Plaza de Armas de Lampa.

Antes de la llegada de los españoles, los territorios de la actual comuna eran el hogar de grupos cazadores-recolectores del periodo Arcaico, como lo evidencian los 21 sitios arqueológicos descubiertos en la zona. En lugares como el estero Chacabuco y Vegas La Fortuna, se hallaron herramientas y artefactos que datan de esta era, incluyendo morteros, cuchillos bifaciales y puntas de proyectil.
Estos habitantes nómadas se desplazaban entre las zonas lacustres, la cordillera y la costa, buscando recursos como piedras y alimentos. Con la invasión inca al valle central, Lampa se convirtió en un punto de parada importante, conocido como “tambo viejo”. Los mapas de 1611 documentan este asentamiento, así como la coexistencia de colonias de mitimaes y caseríos indígenas hasta la llegada de Pedro de Valdivia en 1541.
Valdivia se asignó un vasto territorio en la región, creando la "Estancia del Gobernador". En 1552, dividió Lampa entre Marcos Veas, Juan Fernández y Jerónimo de Alderete. Un litigio sobre los límites de estas tierras surgió en 1611 debido a la existencia de dos caminos incaicos paralelos.
En el siglo XVIII, la encomienda pasó a la familia Vargas, marcando el fin de una era. Lampa combinó su actividad agrícola con la minería, extrayendo oro, cobre y plata de los cerros circundantes. Aunque inicialmente próspera, la minería decayó por la baja calidad del metal.
El 6 de junio de 1888, Lampa fue declarada villa durante el gobierno de José Manuel Balmaceda.
Francisco Solano Asta-Buruaga y Cienfuegos escribió en 1899 en su Diccionario Geográfico de la República de Chile: 356  sobre el lugar y la identifica como ‘villa’:

Lampa.-—Villa del departamento de Santiago, situada por los 33° Lat. y 70° 50' Lon. y á unos 40 kilómetros hacia el NO. de su capital ó ciudad de Santiago. Está asentada á dos kilómetros al O. de la estación de su nombre del ferrocarril de dicha ciudad á la de Valparaíso en la ribera oriental ó izquierda del riachuelo de su título, que es una ligera corriente de agua, que se forma al N. de la de la vertiente austral de los cerros de la cuesta de Chacabuco y de las de Titil y Caleo, y que en seguida se dirige hacia el S. á vaciar, después de recibir el arroyo ó caudal de agua de Colina, en la derecha del Mapocho junto á Pudauil. Su asiento se divide en calles anchas y rectas con un plaza adornada de árboles, y contiene 1,230 habitantes, una iglesia, dos escuelas gratuitas, oficinas de registro civil y de correo, &c.; y en su contorno terrenos fértiles cultivados. Era á la entrada de los españoles asiento de un pequeño pueblo de indios de la antigua raza de los incas del Perú y cuyo nombre de Lampa proviene de la voz llampa del quichua, que equivale á una especie de azadón. En las quiebras de las cerros contiguos por el poniente se descubrieron algunos años más tarde unas minas de oro que le atrajeron población española, y posteriormente ha adquirido algunas mejoras, lo que ha hecho conferirle en 6 de junio de 1888 el título de villa.

El geógrafo chileno Luis Risopatrón también la describe como una ‘villa’ en su libro Diccionario Jeográfico de Chile en el año 1924:: 462 

Lampa (Villa) 33° 17' 70° 53. Está dividida en calles anchas i rectas, ofrece una plaza adornada de árboles, cuenta con servicio de correos, rejistro civil, escuelas públicas i se encuentra en medio de contornos quebrados i terrenos fértiles i cultivados, en la márjen W del rio del mismo nombre, a unos 8 kilómetros hácia el SW de la estación de Batuco, del ferrocarril central; se hallan en sus vecindades bonitas rocas sieníticas para construcción. A la entrada de los españoles era asiento de un pequeño pueblo de indios ele la antigua raza de los incas del Perú i como en las quiebras de los cerros contiguos por el W, se descubrieron algunos años mas tarde unas minas de oro que le atrajeron población española i posteriormente adquirió algunas mejoras, se le confirió el título de villa por decreto de 6 de junio de 1888. 61, 1850, p. 472; 62, II, p. 174; 63, p. 244; 66, p. 319; 68, p. 115; 155, p. 356; i 156; i aldea en 3, II, p. 556 (Alcedo, 1787); i 101, p. 424.

## Medio ambiente

### Geomorfología y componentes abióticos

Trazado simplificado de los ecosistemas y cuerpos de agua presentes en la comuna de Lampa.

#### Geografía
La comuna de Lampa se encuentra emplazada en las unidades geomorfológicas de Cordillera de la costa y Cuenca de Santiago; lo que la hace una comuna de terrenos mayormente llanos, con ciertas ondulaciones en su sector norte.

#### Clima
Presenta según la clasificación climática de Köppen clima mediterráneo de lluvia invernal (Csb), clima mediterráneo de lluvia invernal de altura (Csb (h)) y clima semiárido de lluvia invernal (BSk (s)). Al igual que la mayoría de las comunas de la región, una vegetación de tipo mediterránea que configura un paisaje casi todo el año verde, aunque en épocas de verano tienden a crearse núcleos de calor. El clima es mayormente templado mediterráneo, aunque en esta zona se registran extremas más acusadas que en la mayoría de la región. Es por aquello mismo que en días de invierno las mínimas pueden ser negativas -con frecuentes heladas- y en verano rozar los 40 °C. Según la Dirección Meteorológica de Chile, Lampa ha registrado algunas de las temperaturas más bajas de la Región Metropolitana de Santiago, alcanzando -8,5 °C el 3 de julio de 2011 y -8,4 °C el 22 de julio de 2013.

#### Hidrología
Esta además se halla en la cuenca hidrográfica de río Maipo. Además, la comuna posee diversos cuerpos de agua, entre los que se destacan la laguna de Batuco.

### Componentes bióticos
Dentro del territorio de la comuna se pueden hallar los siguientes ecosistemas:
- Bosque caducifolio mediterráneo costero donde predominan Nothofagus macrocarpa y Ribes punctatum (Vulnerable)
- Bosque esclerófilo mediterráneo andino donde predominan Quillaja saponaria y Lithrea caustica (Vulnerable)
- Bosque esclerófilo mediterráneo costero donde predominan Cryptocarya alba y Peumus boldus (Vulnerable)
- Bosque espinoso mediterráneo interior donde predominan Acacia caven y Prosopis chilensis (Vulnerable)
- Matorral bajo mediterráneo costero donde predominan Chuquiraga oppositifolia y Mulinum spinosum (Vulnerable)

### Medidas de protección ambiental y conflictos socioambientales
Hasta 2022, la comuna de Lampa cuenta con las siguientes zonas que poseen algún nivel de protección ambiental:
- El Roble (Sitios Ley 19.300)[15]
- Humedal de Batuco (Sitios ERB)[16]
- Humedal Urbano Quilicura (Humedal urbano)[17]
- La Campana-Peñuelas (Reserva Biósfera)[18]
- Santuario de la Naturaleza Laguna de Batuco (Santuario de la Naturaleza)[19]

#### Programas de reciclaje
En 2018, fue inaugurada en la comuna la primera planta de reciclaje del mundo encargada de la gestión de residuos que se alimenta en un 100% de energía solar por autoconsumo fotovoltaico para sus procesos, mediante el uso de paneles solares, contribuyendo de esta manera doblemente a la ecología: a través de la reutilización de desechos como también a la generación de energías renovables en Chile.

## Demografía
Según el Censo de 2017, Lampa posee una población de 102 034 habitantes, siendo la comuna con mayor crecimiento en comparación al censo anterior (2002), cuando solo contaba con 40 228 habitantes. 

### Localidades y sectores de Lampa

#### Estación Colina
Estación Colina, Es un sector ubicado entre las localidades de Batuco y Valle Grande, lleva el nombre homónimo por haber sido la estación de tren Santiago-Valparaíso de Ferrocarriles del Estado y la parada correspondía a la de Colina, es un hermoso sector rural, que cuenta con Colegios municipales, un colegio particular subvencionado, Jardines infantiles, ferreterías, vulcanizaciones, comercio minorista, también corresponde al sector industrial más grande dentro de la comuna; cuenta con un centro cívico municipal, gimnasio y el Centro Cultural "El Patroncito"; donde se reúnen diversas organizaciones de Adulto mayor y folclóricas; además de albergar a la Brigada de Bomberos de Estación Colina y al cuerpo de Rescate de CONAF. Cuenta con una posta Rural llamada Juan Pablo II y las organizaciones sociales territoriales y funcionales se agrupan en ADISEC. Estación Colina se caracteriza por ser una comunidad tranquila y de tradiciones criollas.

#### Larapinta

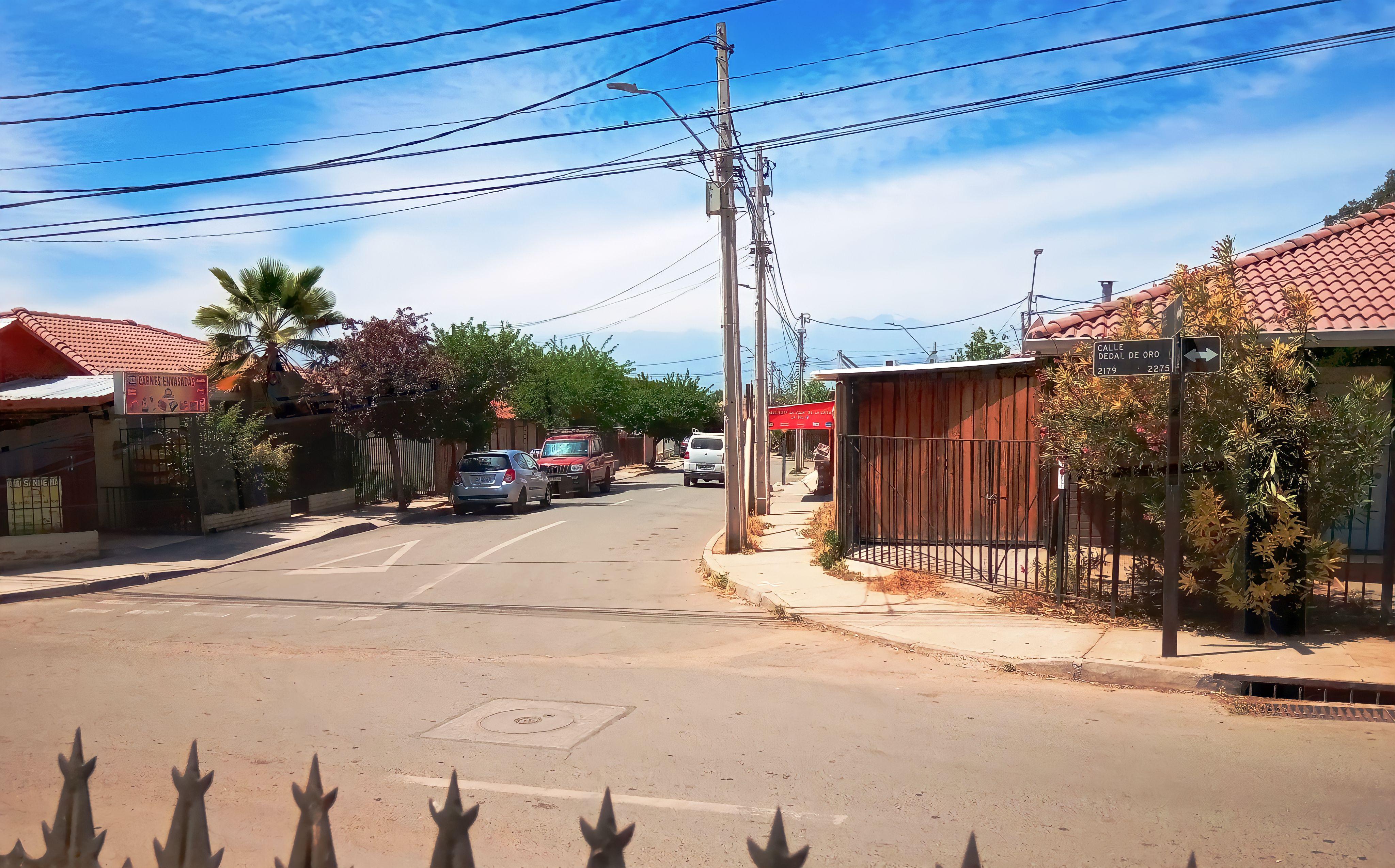
Larapinta.

Se encuentra al costado sur-poniente del centro de Lampa,específicamente en los terrenos del ex fundo Los Barros, Hacienda Lampa en los protreros Santa Teresa y El Rulo. Perteneciente a los hermanos Nicolás y Ramón Barros Luco, quedando de herencia a Doña Teresa Barros y posteriormente a su hijo Joaquín Serveró Barros. Aunque no es considerado localidad, cuenta actualmente con comercio minorista, supermercado, ferretería, colegio y se ubica el cuartel de la Segunda Compañía de Bomberos de Colina, Bomba Lampa y un cuartel de Policía de Investigaciones. Además de una heladería y una feria de pulgas que se hace en la plaza de Larapinta, además se inaugurará el 1°A farmacia de cadena (Farmacias Cruz Verde) en el sector de Larapinta en el costado de Unimarc en el Strip Center

#### Valle Grande

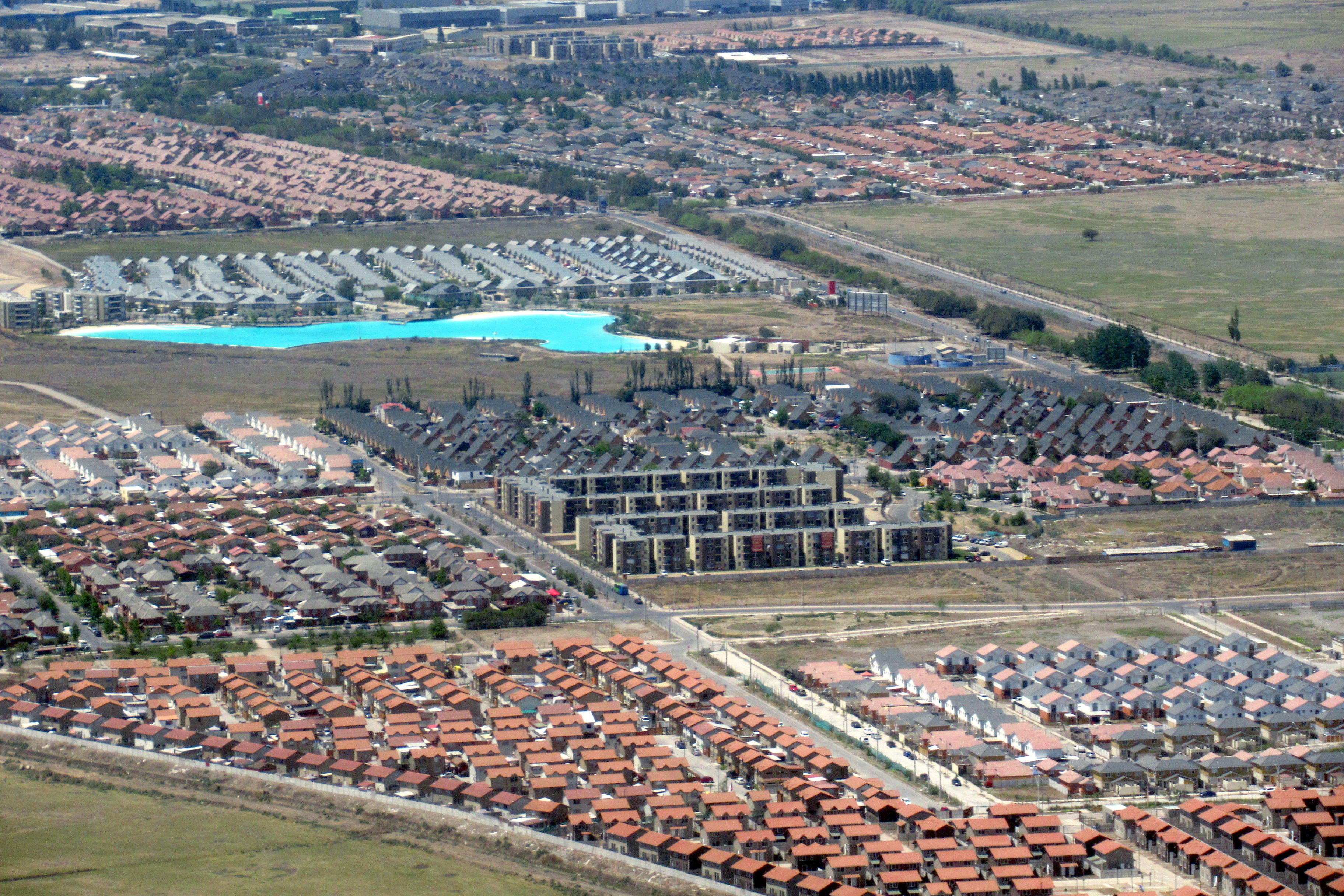
Nuevas urbanizaciones en Lampa, en la fotografía Valle Grande.

Valle Grande es una localidad que pertenece a la comuna de Lampa, Región Metropolitana, en Chile. Este sector también se encuentra en el límite de Lampa con Quilicura, además de ubicarse a minutos de la autopista Ruta 5 Norte lo que significa que es de fácil acceso. Es el sector de Lampa con más crecimiento poblacional, ya cuenta con más de 25 mil habitantes y la oferta inmobiliaria sigue creciendo, también es el sector de Lampa con mejor conexión y a menos distancia del centro de Santiago desde enero de 2019, ya cuenta con un recorrido de la Red Metropolitana de Movilidad, lo que ha beneficiado a más del 70 %, recorrido que conecta Valle Grande con el Metro Vespucio Norte, pasando por Quilicura y también por la estación de metro Los Libertadores (línea 3), el recorrido B13 operado por RedBus pertenece a la nueva malla de recorridos implementado por el Directorio de Transporte Metropolitano y que reduce el costo de traslado de la gente de este sector. También Valle Grande está considerado para la futura estación de Metro Tren Santiago - Batuco. Cuenta con Supermercado Santa Isabel, Farmacia Salcobrand, estación de servicio Copec, cuerpo de Bomberos, retén Móvil de Carabineros, Colegios y Recorridos de Buses hacia Metro Vespucio Norte, hacia Cal y Canto y Estación Central.
Es uno de los sectores más tranquilos de Santiago.

#### Chicauma
Chicauma es una pequeña localidad rural a orillas del estero Lampa, entre el poblado de Polpaico y el centro de Lampa, Provincia de Chacabuco. Fue un antiguo fundo que perteneció en los inicios de la Independencia a la familia de los Hermanos Carrera, que dio lugar al poblado actual. Su principal actividad económica es la agricultura y más recientemente el turismo sostenible, gracias a la zona de preservación ecológica Altos del Chicauma. En la cima de este cerro se encuentra la famosa "Laguna Del Inca", lugar muy concurrido por ciclistas y personas a pie. En este hermoso lugar se pueden apreciar distintas animales, destacar el Cóndor, puma chileno, búhos, zorros, iguanas chilenas y culebras.

#### Batuco

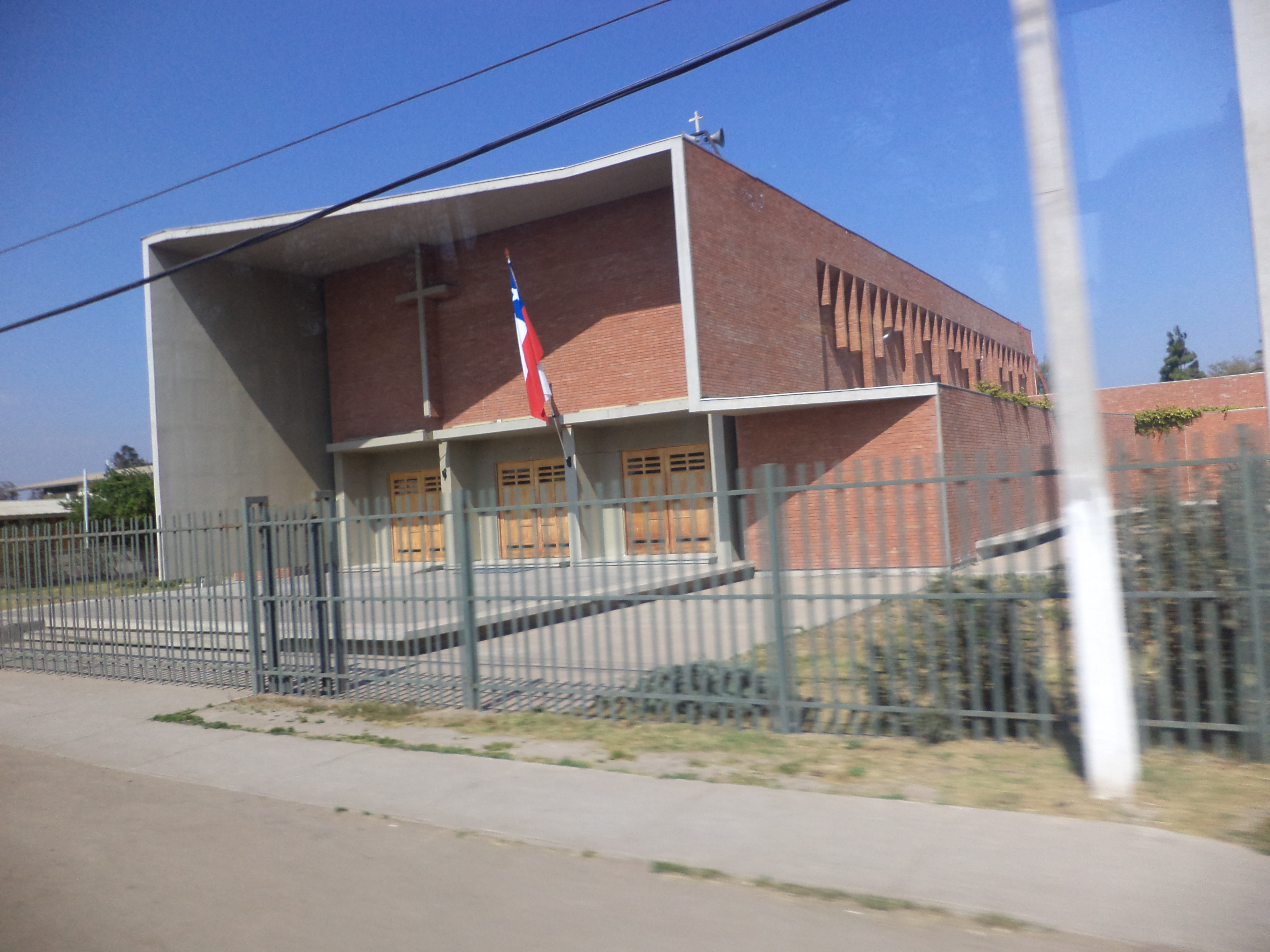
Iglesia de Batuco

Batuco (en mapudungun agua de la totora) es una localidad de la comuna de Lampa ubicada a 36 km Norte de Santiago de Chile.
Batuco se caracteriza por ser una "comuna dormitorio" de trabajadores de las industrias de la Zona Norte de Santiago y dedicarse a actividades mineras (hay dos fábricas de baldosas cerámicas que aprovechan la arcilla del lugar) y algunas actividades agroindustriales. También destaca un club de Alas Deltas que aprovecha los vientos en la zona montañosa del norte. Dispone de una abandonada estación ferroviaria.
Cuna de la poetisa Gricelda Nuñez llamada "La Batucana".Dispone de varios grupos folclóricos (el más numeroso es la Agrupación Folclórica de Batuco) y participa junto a Lampa en formar una Orquesta Juvenil (Big Band de Lampa) donde niños y jóvenes batucanos representan su pueblo. También destacan grupos musicales urbanos, como "Batuco Estalla en Rimas".
En las Canteras de Batuco existe un circuito de cross y de enduro que se pueden utilizar en moto o bicicleta. Existe mucho cerro con huella tanto para principiantes como para expertos, existen lugares habilitados para compartir asados y no existe comercio por lo que se recomienda llevar provisiones. Para llegar, desde Batuco se debe seguir el camino hacia Lampa, luego del sector militar, cercano a las minas.
Esta localidad esta en vías de modernización y urbanización, la cual cuenta con una gran variedad de locales comerciales tales como una farmacia, supermercados, ferreterías, almacenes, etc.
además de variados centros educacionales, cuenta también con una tenencia de carabineros perteneciente a la 8° comisaría de colina , y con la Tercera Compañía de Bomberos de Colina, llamada "Bomba Batuco" y su lema es "valor y servicio".
Servicios básicos Batuco cuenta con servicio de agua potable, alcantarillado y luz la cual es distribuida por la Empresa Eléctrica Chilectra (Ahora Enel) . Hay red de telefonía fija y cobertura para telefonía móvil en toda la comuna y alrededores.

## Administración

### Municipalidad

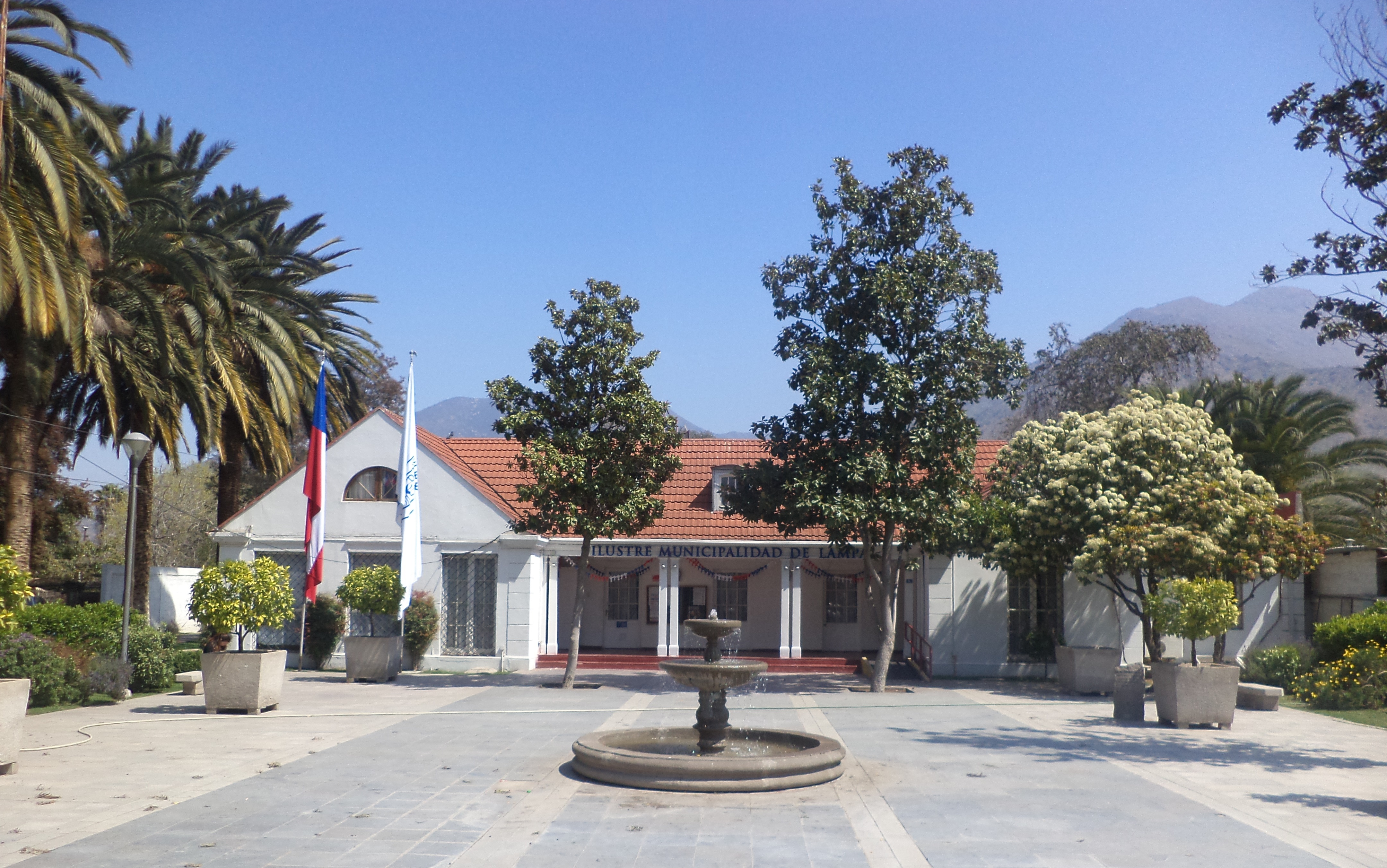
Municipalidad de Lampa.

#### Alcaldes
- Jonathan Opazo Carrasco (IND) (desde el 28 de junio de 2021)

#### Concejales
La Ilustre Municipalidad de Lampa es dirigida por el alcalde Jonathan Opazo Carrasco (Ind). El Concejo Municipal está conformado por:
Apruebo Dignidad
- Esteban González Tobar (PCCh)
- Alejandra Salas Cannobbio (Ind./COM)

Socialismo Democrático
- Elisa Millaquen Quidel (PS)
- Washington Vergara Navarrete (PS)

Fuera de Coalición
- Cristian Talamilla Lopez (Ind.)
- Claudia González Bueno (PDG)

### Representación parlamentaria
Lampa pertenece al Distrito Electoral n.º 8 y a la 7.ª Circunscripción Senatorial (Región Metropolitana). Es representada en la Cámara de Diputados del Congreso Nacional por los diputados Carmen Hertz Cádiz (PCCh), Claudia Mix Jiménez (COM), Joaquín Lavín León (UDI), Cristián Labbé Martínez (UDI), Alberto Undurraga Vicuña (DC), Agustín Romero Leiva (PRCh), Viviana Delgado Riquelme (PEV) y Rubén Oyarzo Figueroa (PDG) en el periodo 2022-2026. A su vez, en el Senado la representan Fabiola Campillai Rojas (Ind), Claudia Pascual (PCCh), Luciano Cruz Coke (EVOP), Manuel José Ossandon (RN) y Rojo Edwards (PRCh) en el periodo 2022-2030.

## Economía
En 2018, la cantidad de empresas registradas en Lampa fue de 3.045. El Índice de Complejidad Económica (ECI) en el mismo año fue de 1,25, mientras que las actividades económicas con mayor índice de Ventaja Comparativa Revelada (RCA) fueron Reparación de Generadores de Vapor, excepto Calderas de Agua Caliente para Calefacción (59,79), Envasado de Agua Mineral Natural, de Manantial y Potable Preparada (44,87) y Fabricación de Productos de Cerámicas Refractaria (38,19).

## Transporte
El comercio poco a poco se está expandiendo, sobre todo en el centro de la comuna, que está bastante cercano de la Autopista Central y conectado por medio de las autopistas Américo Vespucio Express y Costanera Norte con todos los barrios del Gran Santiago. Demográficamente, es una comuna en crecimiento, pues cada vez son más los conjuntos habitacionales que se construyen por su cercanía con Santiago de Chile mediante la Autopista Central, Costanera Norte y Américo Vespucio Norte Express.
Próximamente se construirá la Autopista Norponiente que unirá Cerro Navia con Lampa desde el Enlace Carrascal en la Costanera Sur.

## Deportes

### Fútbol
La comuna de Lampa tiene a un club participando en los Campeonatos Nacionales de Fútbol en Chile.
- Municipal Lampa (Tercera División B 2017-presente).

Aparte, la localidad de Estación Colina ha tenido a un club participando en los Campeonatos Nacionales de Fútbol en Chile.
- Ferro Lampa[25] (Tercera División B 2014-2018).

## Medios de comunicación

### Radioemisoras
FM
- 94.9 MHz - Radio Lampa
- 106.5 MHz - Radio Nuevo Horizonte (Lampa/Batuco)